# Bokros Tibor
Bokros Tibor (Sátoraljaújhely, 1989. augusztus 28. –) labdarúgó, a Termálfürdő Tiszaújváros hátvédje.

## Életpályája

### Diósgyőr
Bokros saját nevelése a Diósgyőri VTK-nak, sokáig szerepelt a tartalékcsapatban, majd Sisa Tibor hozta fel a nagycsapatba, ahol a védelem jobb oldalán szerepelt, gyakran kezdőként.

### Bőcs
2010. január 5-én az NB II-ben szereplő Bőcs csapatához igazolt, ahol másfél év alatt 34 mérkőzésen kapott játéklehetőséget.

### Balmazújváros
2011. augusztus 1-jétől a szintén másodosztályú Balmazújvárosi FC csapatához szerződött. 5 év alatt 106 mérkőzésen szerepelt és 3 gólt szerzett.

### Debrecen
2016. június 21-én a Debreceni VSC hivatalosan bejelentette, hogy 3 éves szerződést kötött a játékossal.

#### Korábbi klubjai
- Sárospatak
- Diósgyőri VTK-B

#### NB I-es pályafutása
- Mérkőzések: 10
- Gólok száma: -